# Nicolas Chatelain
Nicolas Chatelain (Amiens, 13 januari 1970) is een voormalig Frans tafeltennisser.
Namens zijn land nam hij deel aan de Olympische Zomerspelen 1992.

## Belangrijkste resultaten
- Goud met het team op de Europese kampioenschappen 1998.
- Goud met het team op de Europese kampioenschappen 1994.
- Zilver met het team op de Europese kampioenschappen 1996.
- Zilver met het team op de wereldkampioenschappen 1997.